# The Stars Group
The Stars Group, anciennement Amaya Gaming, est une entreprise canadienne de pari en ligne dont le siège social est situé en banlieue de Montréal, Québec. 

## Histoire
En juin 2014, Amaya annonce l'acquisition de l'entreprise Oldford Group, propriétaire de PokerStars et de Full Tilt Poker pour 4,9 milliards de dollars,.
En avril 2015, Amaya annonce l'introduction en bourse de Diamond Game, sa filiale spécialisée dans la loterie en Amérique du Nord, pour 50 millions de dollars canadiens.
En août 2017, Amaya Gaming change de nom pour The Stars Group.
En avril 2018, The Stars Group annonce l'acquisition  pour 4,7 milliards de dollars de Sky Betting & Gaming, ce qui lui permet notamment de se renforcer dans les paris sportifs.
En octobre 2019, Flutter Entertainment annonce l'acquisition de The Stars Group pour 6 milliards de dollars, créant un nouvel ensemble basé à Dublin et contrôler à 54 % par les actionnaires de Flutter Entertainment.